# Droga wojewódzka nr 344
Droga wojewódzka nr 344 (DW344) – nieistniejąca od 2012 roku droga wojewódzka w centralnej części województwa dolnośląskiego w powiecie wrocławskim na południe od Wrocławia.
Droga miała przebieg od drogi wojewódzkiej nr 348 do obwodnicy w ciągu drogi krajowej nr 35 w rejonie Tyńca Małego.
Do 2022 roku nadal jednak była umieszczana w wykazie numerów dróg wojewódzkich nadawanych przez Generalną Dyrekcję Dróg Krajowych i Autostrad oraz na aktualizowanej mapie i wykazie dróg wojewódzkich opracowanych przez Dolnośląską Służbę Dróg i Kolei.